# Centaurea ascalonica
Centaurea ascalonica — вид рослин роду волошка (Centaurea), з родини айстрових (Asteraceae).

## Біоморфологічна характеристика
Гемікриптофіт. Листки цілі; краї гладкі; прилистки відсутні. Квіточки жовті. Період цвітіння: травень, червень.

## Середовище проживання
Країни проживання: Ізраїль, Йорданія. Населяє відслонення твердих порід.